# Kolor końca świata
Kolor końca świata (jap. ウスズミの果て Usuzumi no hate) – manga autorstwa Haruo Iwamune, publikowana na łamach magazynu „Harta” wydawnictwa Enterbrain od marca 2022.

## Fabuła
W wyniku inwazji kosmitów ludzkość została zdziesiątkowana, a wdychanie toksycznych oparów wydzielanych przez obcych wywołuje tajemniczą chorobę, która błyskawicznie prowadzi do śmierci. Młoda badaczka Saya, której zadaniem jest ochrona pozostałych przy życiu ludzi i oczyszczanie ziemi z rozprzestrzeniającego się patogenu, przemierza opustoszałe ruiny miast w poszukiwaniu ocalałych.

## Publikacja serii
Pierwszy rozdział mangi ukazał się 15 marca 2022 w magazynie „Harta”. Następnie wydawnictwo Enterbrain rozpoczęło zbieranie rozdziałów do wydań w formacie tankōbon, których pierwszy tom ukazał się 14 kwietnia 2023. Według stanu na 15 maja 2025, do tej pory wydano 4 tomy.
W Polsce prawa do dystrybucji mangi nabyło wydawnictwo Studio JG.
| Nr | Język japoński   | Język japoński         | Język polski | Język polski           |
| Nr | Data wydania     | ISBN                   | Data wydania | ISBN                   |
| -- | ---------------- | ---------------------- | ------------ | ---------------------- |
| 1  | 14 kwietnia 2023 | ISBN 978-4-04-737455-3 | 9 maja 2025  | ISBN 978-83-8257-721-1 |
| 2  | 15 września 2023 | ISBN 978-4-04-737461-4 | —            |                        |
| 3  | 12 lipca 2024    | ISBN 978-4-04-737953-4 | —            |                        |
| 4  | 15 maja 2025     | ISBN 978-4-04-738377-7 | —            |                        |

## Odbiór
W poradniku Kono manga ga sugoi! (edycja 2024 roku) seria zajęła 6. miejsce na liście najlepszych mang dla czytelników płci męskiej. Użytkownicy portalu MyAnimeList polecili mangę za jej unikalną fabułę i styl artystyczny w ramach listy rekomendacji mang na rok 2024.